# Jaśmin lekarski
Jaśmin lekarski, jaśminek lekarski, dzielżamin lekarski (Jasminum officinale) – gatunek rośliny z rodziny oliwkowatych. Pochodzi z Azji, z obszarów od Iranu po Chiny.

## Morfologia
PokrójKrzew do 4 metrów wysokości.
LiściePierzaste, złożone są z 5-7 jajowatych i owłosionych listków.
KwiatyO mocnej i przyjemnej woni zebrane w szczytowe podbaldachy. Korona kwiatowa biała.
OwocJagoda zawierająca 2 nasiona.

## Zastosowanie
- Jest uprawiany jako roślina ozdobna.
- Kwiaty dostarczają olejku jaśminowego używanego w perfumerii jako podstawowy surowiec zapachowy.